# Stolpersteine.cz
Stolpersteine.cz (auch Stolpersteine.cz – Kameny zmizelých beziehungsweise mit großem .CZ geschrieben) war ein Webportal und ein eingetragener Verein, der die Verlegung von Stolpersteinen in Zusammenarbeit mit dem Projekt Stolpersteine.eu von Gunter Demnig in Tschechien überregional koordinierte, organisierte und außerdem eine eigene Datenbank mit verlegten Stolpersteinen sowie Kurzbiographien der Opfer erstellte. Auf den (inzwischen archivierten) Webseiten des Vereins wurde dies dokumentiert.

## Geschichte
Unabhängig voneinander hatten Studenten in Kolín und jüdische Studenten in Prag die Idee, das Stolperstein-Projekt von Gunter Demnig auch in Tschechien zu betreiben. Schließlich war es die Česká unie židovské mládeže (Tschechische Union jüdischer Studenten), welche die Initiative ergriff und die Idee umsetzte, indem sie das Projekt Stolpersteine.cz ins Leben rief. Die ersten Steine wurden bereits 2008 in beiden Städten verlegt, zu diesem Zeitpunkt unter der Schirmherrschaft des Prager Bürgermeisters, seitdem finden die Verlegungen auch an anderen Orten statt.

## Name im Tschechischen
Das deutsche Wort „Stolpersteine“, das im Namen des Vereins Stolpersteine.cz steht, wird im Tschechischen ebenfalls für die Bezeichnung der Stolpersteine selbst verwendet. Der Begriff Kameny zmizelých („Steine der Verschwundenen“), der als Beschreibung der Stolpersteine alternativ manchmal benutzt wird (und als Zusatzbezeichnung häufig im Namen des Vereins auftaucht), entstand in Anlehnung an das mehrfach ausgezeichnete Projekt Zmizelí sousedé („Verschwundene Nachbarn“). Dieses wurde vom Jüdischen Museum in Prag 1999 ins Leben gerufen. Nach einiger Zeit wurden in den Medien beide Begriffe, alternativ und teilweise auch parallel, bis in die jüngste Zeit verwendet. Dies geschieht unabhängig davon, ob die Steine durch Demnig selbst oder durch andere Initiatoren gelegt wurden: über die Verlegung in Brünn am 9. Juni 2010, an der Demnig teilnahm, berichtet die Enzyklopädie der Stadt Brünn und verwendet beide Begriffe; über die Verlegung in Brünn am 19. Juli 2013, die nicht von Demnig durchgeführt wurde, ist im Bericht des tschechischen Fernsehens auch der Begriff „Stolpersteine“ zu finden, dies ebenfalls im Bericht der Jüdischen Gemeinde Prag (15. Oktober 2015) oder der Brünner Enzyklopädie (27. Juni 2016).
Die in der letzten Zeit aufgetauchten sogenannten „Stolperschwellen“ finden auch in Tschechien eine Entsprechung; sie werden auf Tschechisch „hromadné kameny Stolpersteine“ genannt (Massen- bzw. Gruppensteine Stolpersteine).

## Tätigkeit
Das Portal begriff sich als Teil des internationalen Projektes von Gunter Demnig und entsprechend war auch die Tätigkeit des Vereins: in Zusammenarbeit mit dem deutschen Verein Stolpersteine organisierte und koordinierte er die Verlegung der Stolpersteine in Tschechien. Dazu gehörten auch die Recherchen über die Opfer und die Genehmigungen der Anträge bei örtlichen Behörden., wobei die Verlegung häufig unter der persönlichen Anwesenheit von Gunter Demnig stattfand, dies auch in recht kleinen Gemeinden.
Im Vordergrund stand das Erinnern an die Opfer des Nationalsozialismus aus der Tschechischen Republik, wobei hier außer jüdischen Opfern – wie in Deutschland – auch Opfer unter den Roma, Homosexuellen, politisch Verfolgten und Widerstandskämpfern, Zeugen Jehovas und anderen einbezogen werden. Deshalb kooperierte der Verein nicht nur mit Institutionen wie Yad Vashem, sondern auch mit der Theresienstadt-Datenbank, mit verschiedenen Roma-Vereinen, mit lokalen Initiativen usw.
Das Projekt erstellte eine eigene Datenbank mit Datensätzen zu allen bis ca. 2013/2014 in Tschechien verlegten Stolpersteinen einschließlich der wichtigsten Daten zu den Personen. Diese enthalten mindestens die Angaben über Geburt, Todestag, Transporte und den letzten Aufenthaltsort. Um 2013/2014 waren es weit über 400 Steine in Prag, Brünn, Kolín, Lomnice u Tišnova, Olmütz, Teplice, Třeboň, Neratovice, Mährisch Ostrau und anderen Städten. Zu diesem Zweck arbeitete das Projekt auch mit verschiedenen Verwaltungsbehörden sowie mit Bürgermeistern der Gemeinden, Bezirksämtern und dem Denkmalschutz zusammen. Die Tätigkeit des Projektes fand positives Echo in zahlreichen regionalen wie überregionalen Medien.

## Projektauflösung
Während bis 2013 etliche Berichte über Stolpersteinverlegungen in tschechischen Medien unter Beteiligung des Vereins Stolpersteine.cz zu finden waren (bei der Verlegung in Prag am 24. Juli 2013 wurde Stolpersteine.cz noch ausdrücklich als Initiator der Aktion erwähnt), war für 2014 nur eine Ankündigung für September zu finden. Im Oktober 2015 berichtete die Redaktion der Federace židovských obcí (Föderation jüdischer Gemeinden), Židovské listy (Jüdische Blätter), über einen „Hibernationszustand“ (d. h. Winterschlafzustand) des Projektes Stolpersteine.cz, mit dem keine Kommunikation möglich sei und dass Bemühungen, das Projekt zu beleben, bis dahin keine Früchte trugen. Ab 12. Mai 2016 steht die Domäne zum Verkauf.
Nach der Auflösung des Projektes Stolpersteine.cz werden die Verlegungen von verschiedenen, insbesondere lokalen Vereinen (wie von Verschönerungsvereinen oder dem Verein Sokol) sowie zunehmend von lokalen Vereinigungen der Jüdischen Gemeinde Kehila organisiert. Die alten Webseiten des Projektes Stolpersteine.cz von 2008 sind teilweise archiviert und erreichbar.
Ab Sommer 2018 übernahm freiwillig ein seit langem in Prag lebender britischer Staatsbürger die Pflege der Stolpersteine in Prag. Ebenfalls ab 2018 übernahm ein „Verein zur Unterstützung von durch Holocaust betroffenen Personen“ (Veřejně prospěšný spolek na podporu osob dotčených holocaustem) die Schirmherrschaft der Verlegungen der Stolpersteine in Prag; die Webseite unter „stolpersteinecz.cz“ hat eine auffallende Ähnlichkeit mit der alten Webseite von 2008 „stolpersteine.cz“.